# Prix Arthur-Schnitzler
Le Arthur-Schnitzler-Preis est un prix littéraire remis par la société Arthur Schnitzler tous les 4 ans et pour la première fois en 2002. Ce prix est remis en souvenir de l'auteur Arthur Schnitzler et est doté de 10 000 euros.

## Lauréats
- 2002 : Franzobel
- 2006 : Gert Jonke
- 2012 : Kathrin Röggla[1]
- 2019 : René Pollesch[2]
- 2023 : Ferdinand Schmalz[3]